# Bessèges
Bessèges település Franciaországban, Gard megyében. Lakosainak száma 2624 fő (2022. január 1.). Bessèges Bordezac, Courry, Gagnières, Meyrannes, Molières-sur-Cèze, Peyremale és Robiac-Rochessadoule községekkel határos.
Vasútállomása: Gare de Bessèges.

## Népesség
A település népességének változása:
| Lakosok száma | 5421 | 4352 | 3137 | 3197 | 3042 | 2901 | 2844 | 2838 | 2766 | 2624 |
|               | 1968 | 1982 | 1999 | 2006 | 2011 | 2015 | 2017 | 2018 | 2020 | 2022 |